# Vadleány
A vadleány egy természetfeletti lény a közép-európai (azon belül a magyar) folklórban. Erdei lény, aki elcsábítja az utazókat, és ellopja az erejüket. Általában meztelen, és nagyon hosszú haja van.

„A vadleányt ismerték a láposi magyarok is: meztelenül jár, az arca szép, a testét azonban földig érő szőr fedi. Földig ér a haja is, amely a homlokán egy kicsit szétfésült, ujjai hosszúak, körmei a sarlóhoz hasonlítanak. Lábnyoma keskenyebb és hosszabb, mint az emberé, lábának a körmei is nyomot hagynak a földön, a talp szőre is észrevehető a porban, sárban, a hangja visító. Ha felbosszantják, olyan szelet csinál, hogy fákat tör ki, széthányja a pásztor kalibáját. A domokosiak szerint meg lehetett fogni: amerre járni szokott, fél pár csizmát kellett kitenni. Kíváncsiságában felpróbálta, de mindkét lábát beledugta, így aztán nem futhatott el. A képzetet ismerték a mezőségi és székelyföldi magyarok is: erdei leánynak, éneklő kisasszonynak, víg leánynak emlegették.”

Az El Arcana nevű fantasyvilágban is felbukkannak mint erdei nimfák, akik becsalogatják az embereket az erdőbe, majd elszívják az energiájukat.

## Fordítás
Ez a szócikk részben vagy egészben  a   Vadleany című angol Wikipédia-szócikk ezen változatának fordításán alapul.  Az eredeti cikk szerkesztőit annak laptörténete sorolja fel. Ez a jelzés csupán a megfogalmazás eredetét és a szerzői jogokat jelzi, nem szolgál a cikkben szereplő információk forrásmegjelöléseként.